# Хмиль, Александр Васильевич
Александр Васильевич Хмиль(укр. Олександр Васильович Хміль; 6 декабря 1980, Бровары, Киевская область — 12 мая 2023, Бахмут, Донецкая область) — украинский хоккеист, тренер и военнослужащий ВСУ, участник российско-украинской войны. Погиб в боях за Бахмут.

## Биография
Родился 6 декабря 1980 года в Броварах Киевской области.
На профессиональном уровне начал выступать с 1997 года в составе киевского «Беркута». Игроцкая карьера Хмиля длилась 18 лет. Он выступал за киевские «Сокол» (1998—1999, 2003) и «Крижинку» (2000); российские «Спутник» из Нижнего Тагила (2000—2001), «Спартак» из Санкт-Петербурга (2001), «Капитан» из Ступино (2002); «Киев» (2002—2004), «Днепровских волков» (2004—2006), киевские АТЭК (2006—2009), «Беркут» (2009—2010), «Компаньон» (2010), «Подол» (2011), «Галицких львов» (2011—2013) и киевских «Генералов» (2013—2015).
В 2007-м Хмиль стал чемпионом Украины в составе АТЭКа, в 2005-м стал серебряным призёром национального чемпионата с «Днепровскими волками», в 2006-м и 2009-м выигрывал бронзу.
В 1998-м Хмиль представлял Украину на юношеском чемпионате мира (6 матчей, 2 гола), а в 2000-м — на молодёжном чемпионате мира (7 матчей, 1 гол + 1 пас). В 2005 году Александр в рядах студенческой сборной Украины выступал на Всемирной универсиаде (6 матчей, 2+3).
После завершения карьеры продолжал выступать на любительском уровне за киевские «Автомобилист» и «Спарту», а также работал главным тренером в киевском «Рапиде» (2015—2016), броварских «Волках» (2017/2018) и женской «Украиночке» (2019—2020).
Хмиль с первых дней[чего?][уточнить] воевал в Киеве в отряде территориальной обороны ВСУ. Погиб 11 мая 2023 года около Бахмута.